# HD 208110
HD 208110，又名BD+06 4919，SAO 127141、HR 8359，是一颗恒星，视星等为6.15，位于銀經64.7，銀緯-35.25，其B1900.0坐标为赤經21h 48m 58.1s，赤緯+6° -35.25′ 34″。